# Duomo di Amalfi
Il duomo di Amalfi, noto anche col nome di cattedrale di Sant'Andrea, è il duomo di Amalfi, sede vescovile dell'Arcidiocesi di Amalfi-Cava de' Tirreni. Dedicato a sant'Andrea apostolo, si trova in piazza Duomo, nel centro della città. È monumento nazionale italiano.
Secondo una leggenda, san Francesco d'Assisi si recò nel 1218 in questo edificio per venerare le reliquie dell'apostolo ivi custodite e rimase in città per due anni. In tale occasione fondò il convento di Santa Maria degli Angeli, poi dedicato a Sant'Antonio.

## Storia

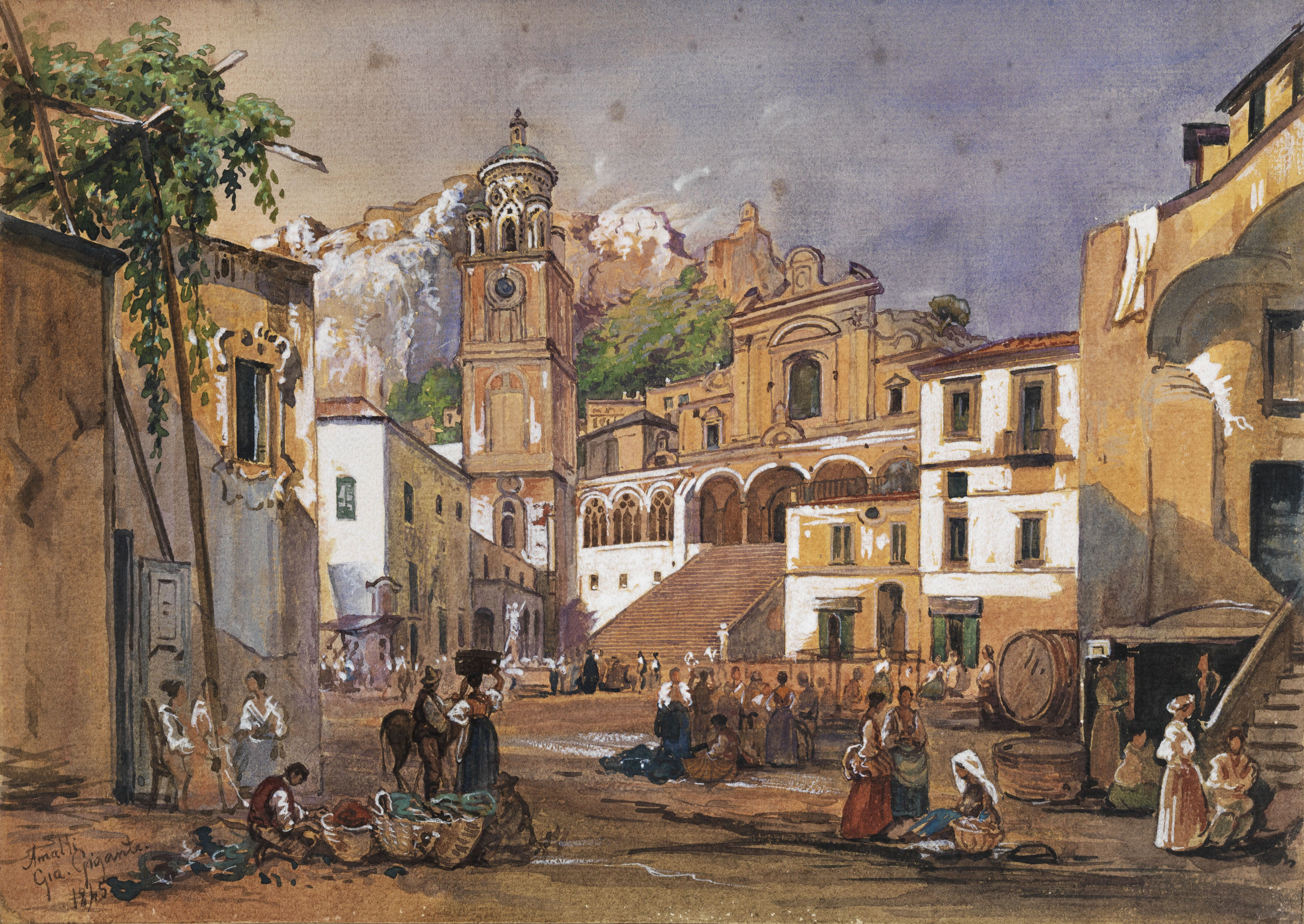
Esterno nel 1845

La cattedrale fu fatta costruire dal duca Mansone I a partire dall'anno 987 accanto a quella del IX secolo. In quei tempi i due luoghi di culto venivano ad essere officiati contemporaneamente come avveniva in tutte le chiese paleocristiane della Campania.
Ben presto le due chiese, entrambe a tre navate, furono unite e formarono così un'unica chiesa in stile romanico a sei navate (già dal 1176 l'edificio più antico è menzionato come semplice navata della cattedrale). A partire dal 1266 le navate si ridussero a cinque a seguito dell'abbattimento della navata sinistra della chiesa più antica per consentire la costruzione del chiostro del Paradiso.
Nel periodo successivo alla controriforma i due originari edifici sacri tornarono ad essere distinti e quello più antico divenne la basilica del Crocifisso. Ulteriori interventi avvennero tra il XVI secolo e il XVIII secolo.
Il 24 dicembre 1861 sotto l'azione di un forte vento, un tratto del coronamento della facciata, in cattivo stato di conservazione, cadde sfondando una o due volte del sottostante atrio. Tale accadimento, grazie al parere favorevole al restauro stilistico della Giunta delle Belle Arti ha fatto sì che, nonostante il danno fosse leggero, le stratificazioni sulla facciata (dell'epoca rinascimentale, barocco, ecc.) siano state cancellate, ricostruendola secondo lo stile dell'architetto Lorenzo Casalbore, che demolì il portico, i capitelli, le cornici, lo stesso intonaco e le basi e le paraste del Settecento, messe in opera da Arcangelo Guglielmelli, al fine di riprodurre l'originario stile della chiesa. La rimozione dell'evento dalla memoria collettiva degli amalfitani contribuì a fortificare la tesi che mise in atto il sindaco del paese Salvatore Amatruda per giustificare questo "rinnovamento" della facciata, ovvero che la chiesa era, quasi del tutto, crollata. Alcune fonti scritte, probabilmente appartenenti agli esperti di restauro che furono nominati dalla Giunta delle Belle Arti, dicono: "Se questo ragguardevole monumento fosse liberato e svestito dalle sovrapposizioni barocche che in tempo più vicino a noi lo hanno deturpato e travisato, presenterebbe una singolare novità di stile, così nell'insieme della sua struttura, come nelle decorazioni veramente stupende. Intanto è opera certamente lodevole il poter ridare a questo monumento almeno l'antico aspetto nella parte che riguarda la fronte esterna".

## Descrizione

### Esterno

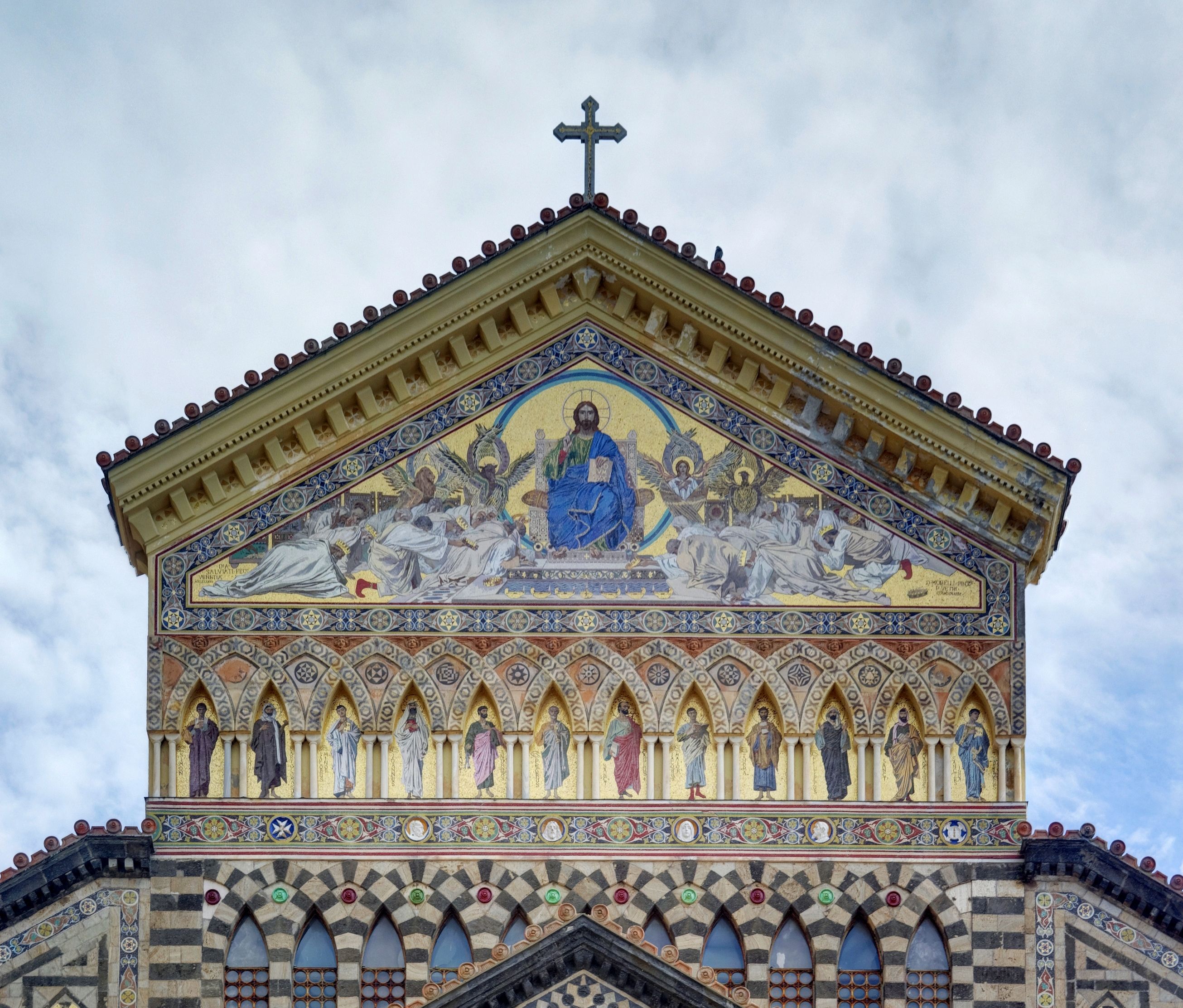
Il mosaico della facciata

La facciata attuale è stata costruita nel XIX secolo da Errico Alvino coadiuvato da un'élite di discreti architetti; la riedificazione è avvenuta dopo il presunto crollo di quella originale. Il progetto dell'Alvino si presenta con una facciata neomoresca, con influenze neogotiche, preceduta da un atrio che collega il campanile, il chiostro del Paradiso e la basilica del Crocifisso.
Il campanile della cattedrale di Sant'Andrea sarebbe stato costruito tra il 1108 e il 1276 (nell'ultima parte del XII secolo sarebbe stata edificata la torre, mentre il torrino di coronamento, adibito a cella campanaria, sarebbe stato realizzato solo a partire dalla metà del secolo successivo). Vi è un utilizzo di slanciate polifore (bifore nel primo ordine e trifore nel secondo) e nell'articolato cupolino, completato negli stessi anni di quello del campanile del duomo di Gaeta e anche qui affiancato da quattro torrette a pianta circolare; spicca, però, la notevole policromia di quest'ultimo, con smaltature verdi e gialle, più marcata che a Gaeta.

### Interno

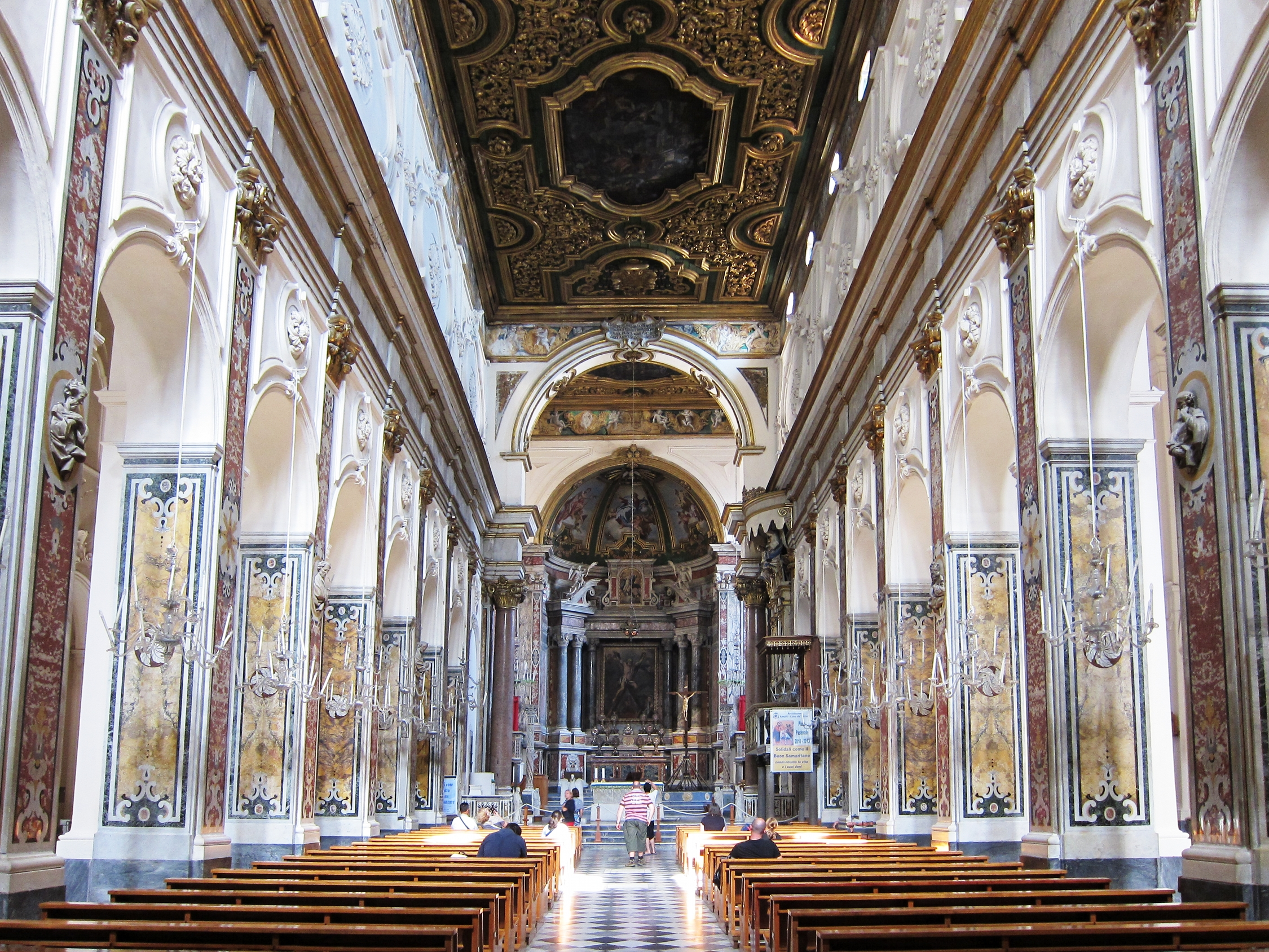
Interno

Il portale maggiore presenta una lunetta, che racchiude al suo interno un affresco di Domenico Morelli e Paolo Vetri, ed una porta in bronzo, fusa a Costantinopoli.
L'interno, rimaneggiato in forme barocche, ha una pianta basilicale con transetto e abside; il tutto è rivestito da marmi commessi e racchiudenti colonne antiche. Le navate sono coperte da un soffitto a cassettoni.
Sull'altare maggiore barocco si trova una grande tela raffigurante La crocifissione di sant'Andrea Apostolo, copia da Mattia Preti (basilica di Sant'Andrea della Valle), forse realizzata da un pittore del posto. Su quello postconciliare, invece, si trova un moderno Crocifisso ligneo dipinto.
Nelle cappelle sono conservate opere di arte gotica e rinascimentale. In una cappella si trova un gruppo ligneo raffigurante l'Apparizione di san Michele Arcangelo a san Fedele e sotto la tomba del santo martire. Sul soffitto, adornato da fregi aurei, si trovano le Storie di Sant'Andrea. Nella navata sinistra, si trova la statua reliquiaria cinquecentesca del patrono e quelle del Cristo morto e dell'Addolorata. In fondo alla stessa navata, nella Cappella della Riconciliazione, è ubicata la reliquia del capo di sant'Andrea. 

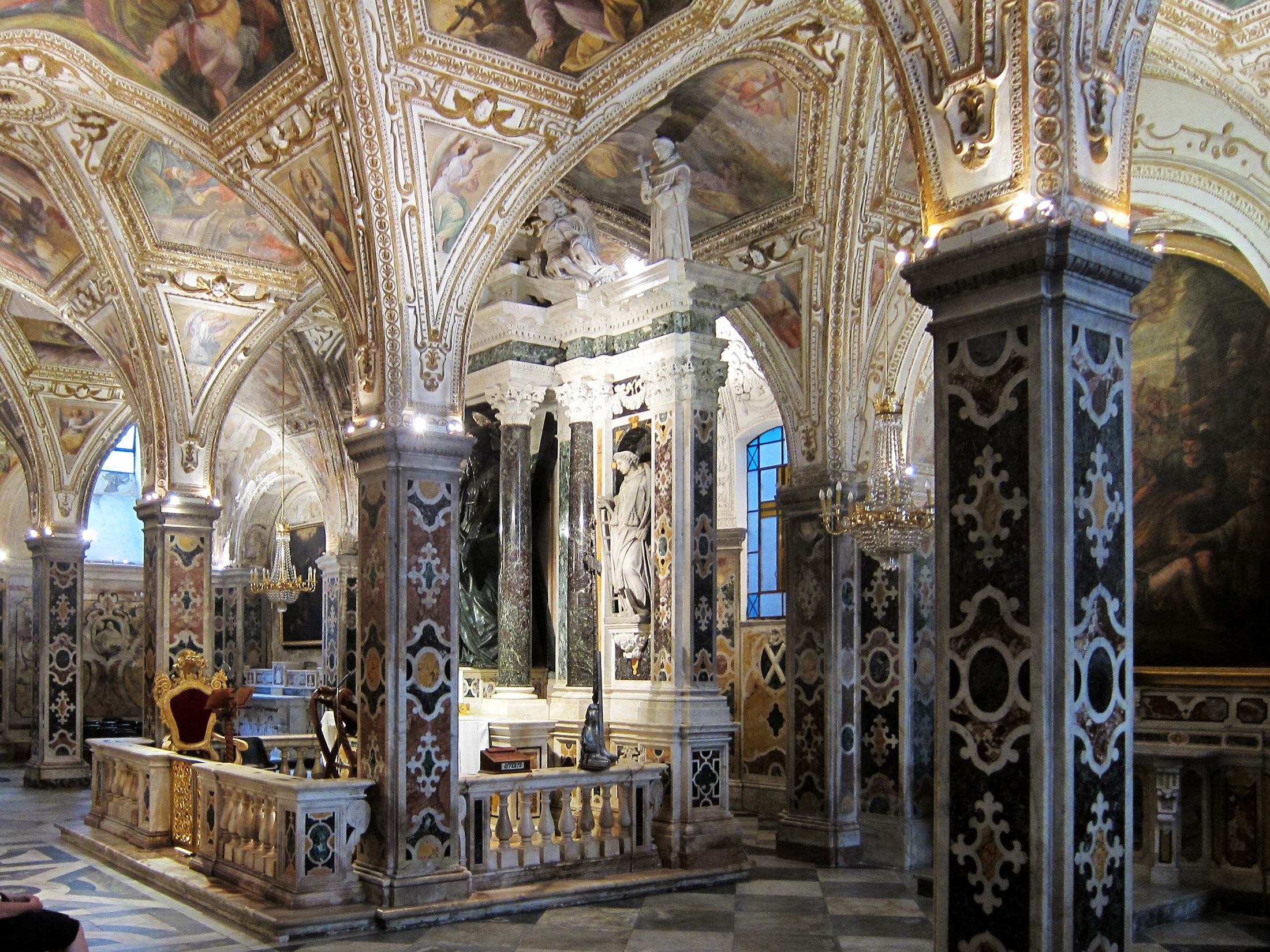
Cripta

In sagrestia si trova la statua processionale settecentesca del santo patrono, chiusa in un armadio, detto stipo dagli amalfitani.
Nella cattedrale si trova l'organo a canne Mascioni opus 835; si articola in due corpi (l'uno in controfacciata, l'altro entro cassa antica dirimpetto alla cattedra), è a trasmissione elettrica e dispone di 40 registri su tre manuali e pedale.

### Cripta
La cripta, edificata sulla tomba del santo patrono, è adornata da pregevoli affreschi, il maggiore dei quali rappresenta L'arrivo del corpo di Sant'Andrea nella cattedrale di Amalfi. Sull'altare si trovano la statua bronzea di Sant'Andrea di Michelangelo Naccherino, quella marmorea di San Lorenzo di Pietro Bernini, padre di Gian Lorenzo e quella di S. Stefano di uno scultore locale.